# Шумихино (Смоленская область)
Шумихино — деревня в Угранском районе Смоленской области России. Входит в состав Слободского сельского поселения.
Население — 4 жителя (2007 год).
Расположена в юго-восточной части области в 34 км к северо-востоку от Угры, в 5 км севернее автодороги Р132 Вязьма — Калуга — Тула — Рязань, на берегу реки Собжи. В 32 км к западу от деревни находится железнодорожная станция О.п. 37-й км на линии Торжок — Брянск.

## История
В годы Великой Отечественной войны деревня была оккупирована гитлеровскими войсками в октябре 1941 года, освобождена в марте 1943 года.